# Àstrid Bergès-Frisbey
Pour les articles homonymes, voir Bergès.
Àstrid Bergès-Frisbey, née le 26 mai 1986 à Barcelone, est une actrice et mannequin franco-espagnole.
Elle commence sa carrière à l'âge de vingt ans en obtenant le rôle de Suzanne dans le drame franco-belge Un barrage contre le Pacifique en 2008 qui la révèle au public. L'année suivante : elle devient la tête d'affiche, aux côtés de Swann Arlaud, du drame expérimental Extase de la réalisatrice Cheyenne Carron qui lui ouvre les portes du cinéma. Échec commercial et critique, le film est son premier grand rôle dramatique.
En 2011, elle accède à la reconnaissance avec son rôle de Patricia dans la nouvelle adaptation cinématographique de La Fille du Puisatier de Daniel Auteuil, adaptée de l'oeuvre éponyme de l'ex-académicien Marcel Pagnol. Le succès du film en France comme à l'étranger est tel qu'elle démarre une carrière américaine à Hollywood. Elle apparait la même année dans le film d'aventure Pirates des Caraïbes : La Fontaine de jouvence de Rob Marshall. Six ans plus tard, elle interprète le rôle de la Mage dans le film d'action : Le Roi Arthur : La Légende d'Excalibur de Guy Ritchie.

## Biographie
Àstrid Bergès-Frisbey naît le 26 mai 1986 à Barcelone d'un père espagnol et d'une mère franco-américaine.
Sa famille s'installe à Paris quand elle a cinq ans. Puis elle part vivre dans le Sud-Ouest français avec sa mère, d'abord aux Mathes (Charente-Maritime), puis à Saint-Sulpice-de-Royan pour finalement se fixer à Royan où elle est scolarisée au collège Henri-Dunant (où elle découvre le théâtre en jouant dans Antigone).
À dix-sept ans, elle va à Paris pour poursuivre des études scientifiques, d'abord tentée par le métier d'ostéopathe. Elle perd son père et cet événement lui fait prendre conscience que la comédie l'intéresse vraiment. Elle s'inscrit au Cours Simon et commence parallèlement à auditionner.

## Carrière

### Débuts et révélation française (années 2000)
Àstrid Bergès-Frisbey fait ses débuts dans le spectacle après avoir rejoint l'agence Cinéart où, après quelques petits rôles au cinéma et à la télévision, elle incarne le personnage d'Isabel Esteva « jeune » (alors que Danielle Darrieux incarne « Isabel âgée ») dans la télésuite Elles et Moi de Bernard Stora (2008) et enchaîne, la même année, avec un premier rôle au cinéma dans Un barrage contre le Pacifique de Rithy Panh, ce qui lui vaut une pré-nomination au César du meilleur espoir féminin en 2010.
Toujours en 2008, elle joue aux côtés de Julien Alluguette et Bruno Wolkowitch dans la pièce Equus, mise en scène par Didier Long au théâtre Marigny.
En 2009, elle participe à plusieurs productions (télévision et cinéma) et reçoit le Prix Suzanne-Bianchetti de la jeune actrice la plus prometteuse.

### Diversification et Hollywood (années 2010)

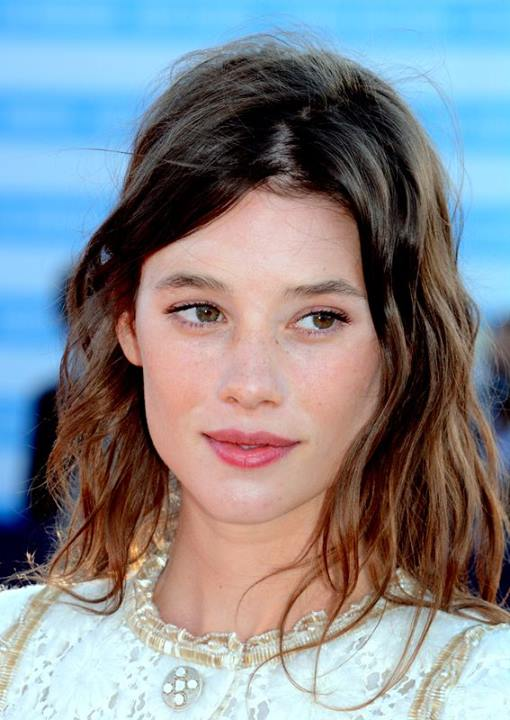
Àstrid Bergès-Frisbey au festival du cinéma américain de Deauville 2013.

Elle est mannequin pour la campagne publicitaire Collection Printemps 2010 de la marque de prêt-à-porter britannique French Connection, et est régulièrement habillée par le couturier Maxime Simoëns qu'elle a rencontré en 2011.
Elle est à l'affiche de deux films qui sortent durant le premier semestre 2011 : La Fille du puisatier, première réalisation de l'acteur Daniel Auteuil et le quatrième volet de Pirates des Caraïbes : La Fontaine de jouvence, de Rob Marshall, dans lequel elle incarne la sirène.
En 2013, elle est tête d'affiche du long métrage Juliette de Pierre Godeau. L'année suivante, elle tourne aux côtés de Brit Marling et Michael Pitt dans I Origins de Mike Cahill.
En 2017, elle est à l'affiche du film Le Roi Arthur : La Légende d'Excalibur, produit par Warner Bros. et réalisé par Guy Ritchie, où elle incarne la Mage, un personnage au passé mystérieux, lié à Merlin.
En 2019 elle est membre du jury du 29e Festival international du film fantastique de Gérardmer.

## Filmographie

### Cinéma

#### Longs métrages
- 2006 : Sa Majesté Minor de Jean-Jacques Annaud
- 2008 : Un barrage contre le Pacifique de Rithy Panh : Suzanne
- 2009 : La Première Étoile de Lucien Jean-Baptiste : Juliette
- 2009 : Extase de Cheyenne Carron : Jeanne
- 2010 : Bruc, la légende (Bruc, el desafío) de Daniel Benmayor (ca) : Gloria
- 2011 : La Fille du puisatier de Daniel Auteuil : Patricia, la fille du puisatier
- 2011 : Pirates des Caraïbes : La Fontaine de jouvence (Pirates of the Caribbean : On Stranger Tides) de Rob Marshall : Syrena
- 2012 : Le Sexe des anges (El sexo de los ángeles) de Xavier Villaverde (es) : Carla
- 2013 : Juliette de Pierre Godeau : Juliette
- 2014 : I Origins de Mike Cahill : Sofi Elizondo
- 2015 : Alaska de Claudio Cupellini : Nadine
- 2017 : Le Roi Arthur : La Légende d'Excalibur (King Arthur : Legend of the Sword) de Guy Ritchie : la Mage
- 2020 : L'Autre de Charlotte Dauphin : Marie
- 2021 : Braquage final (The Vault) de Jaume Balagueró : Lorraine
- 2024 : Cuckoo de Tilman Singer : Ed

#### Courts métrages
- 2014 : Home Is Where Your Heart Aches de Julien Levy : Sarah
- 2015 : Up to Me de Dorine Hollier : Clara
- 2015 : The Driver de Michael Pitt : Anna
- 2015 : Louis de Stéphanie Doncker : Anna

### Télévision

#### Séries télévisées
- 2007 : Sur le fil : Marie Sertissian
- 2020 : Calls : Dagny / Zoé (voix)
- 2021 : Capitaine Marleau, épisode La Cité des âmes en peine de Josée Dayan : Eva Sallaberry
- 2024 : Capitaine Marleau, épisode À contre-courant de Josée Dayan : Zoé

#### Téléfilms
- 2007 : Divine Émilie, d'Arnaud Sélignac : la marquise de Boufflers
- 2008 : Elles et moi de Bernard Stora : Isabel jeune
- 2009 : La Reine morte de Pierre Boutron : l'infante de Navarre

## Distinctions
Sauf indication contraire ou complémentaire, les informations mentionnées dans cette section proviennent de la base de données IMDb.

### Récompenses
- Prix Suzanne-Bianchetti 2009 décerné par la SACD à une jeune comédienne de théâtre entamant une carrière cinématographique prometteuse.
- Trophée Chopard 2011 : prix de la révélation féminine de l'année décerné lors la 10e édition du Trophée au Festival de Cannes.

### Nominations
- Prix Gaudí 2012 : meilleure actrice pour Bruc. La llegenda
- David di Donatello 2016 : meilleure actrice pour Alaska